# Sougères-sur-Sinotte
Sougères-sur-Sinotte era una comuna francesa, que estaba situada en el departamento de Yonne, de la región de Borgoña-Franco Condado, que el 9 de marzo de 1972 pasó a ser una comuna asociada de la comuna de Monéteau.

## Demografía
| Gráfica de evolución demográfica de Sougères-sur-Sinotte entre 1866 y 1968 |
|                                                                            |

Los datos demográficos contemplados en este gráfico de la comuna de Sougères-sur-Sinotte se han cogido de la página francesa EHESS/Cassini.